# منشأة ناصر (دمياط)
منشأة ناصر هي إحدى قرى مركز كفر سعد التابع لمحافظة دمياط بجمهورية مصر العربية.